# Tubersent
Tubersent és un municipi francès situat al departament del Pas de Calais i a la regió dels Alts de França. L'any 2007 tenia 528 habitants.

## Demografia

### Població
El 2007 la població de fet de Tubersent era de 528 persones. Hi havia 181 famílies de les quals 30 eren unipersonals (13 homes vivint sols i 17 dones vivint soles), 59 parelles sense fills, 84 parelles amb fills i 8 famílies monoparentals amb fills.
La població ha evolucionat segons el següent gràfic:
Habitants censats

### Habitatges
El 2007 hi havia 218 habitatges, 185 eren l'habitatge principal de la família, 24 eren segones residències i 8 estaven desocupats. Tots els 216 habitatges eren cases. Dels 185 habitatges principals, 158 estaven ocupats pels seus propietaris, 25 estaven llogats i ocupats pels llogaters i 2 estaven cedits a títol gratuït; 1 tenia una cambra, 6 en tenien dues, 20 en tenien tres, 40 en tenien quatre i 118 en tenien cinc o més. 167 habitatges disposaven pel capbaix d'una plaça de pàrquing. A 66 habitatges hi havia un automòbil i a 103 n'hi havia dos o més.

### Piràmide de població
La piràmide de població per edats i sexe el 2009 era:
| Homes | Edats   | Dones |
| ----- | ------- | ----- |
| 0     | 95 o +  | 0     |
| 0     | 90 a 94 | 4     |
| 0     | 85 a 89 | 4     |
| 0     | 80 a 84 | 8     |
| 4     | 75 a 79 | 4     |
| 4     | 70 a 74 | 8     |
| 8     | 65 a 69 | 16    |
| 8     | 60 a 64 | 4     |
| 16    | 55 a 59 | 4     |
| 20    | 50 a 54 | 16    |
| 24    | 45 a 49 | 32    |
| 4     | 40 a 44 | 16    |
| 28    | 35 a 39 | 20    |
| 8     | 30 a 34 | 12    |
| 24    | 25 a 29 | 28    |
| 16    | 20 a 24 | 8     |
| 12    | 15 a 19 | 16    |
| 12    | 10 a 14 | 40    |
| 4     | 5 a 9   | 8     |
| 16    | 0 a 4   | 8     |

## Economia
El 2007 la població en edat de treballar era de 368 persones, 259 eren actives i 109 eren inactives. De les 259 persones actives 237 estaven ocupades (142 homes i 95 dones) i 22 estaven aturades (6 homes i 16 dones). De les 109 persones inactives 32 estaven jubilades, 45 estaven estudiant i 32 estaven classificades com a «altres inactius».

### Ingressos
El 2009 a Tubersent hi havia 188 unitats fiscals que integraven 508 persones, la mediana anual d'ingressos fiscals per persona era de 17.141 €.

### Activitats econòmiques
Dels 14 establiments que hi havia el 2007, 5 eren d'empreses de construcció, 3 d'empreses de comerç i reparació d'automòbils, 3 d'empreses de transport, 1 d'una empresa d'hostatgeria i restauració, 1 d'una empresa de serveis i 1 d'una entitat de l'administració pública.
Dels 6 establiments de servei als particulars que hi havia el 2009, 1 era un paleta, 1 fusteria, 1 lampisteria, 1 electricista, 1 empresa de construcció i 1 restaurant.
L'any 2000 a Tubersent hi havia 9 explotacions agrícoles.

## Equipaments sanitaris i escolars
El 2009 hi havia una escola elemental integrada dins d'un grup escolar amb les comunes properes formant una escola dispersa.

## Poblacions més properes
El següent diagrama mostra les poblacions més properes.